# Menzel Hayet
Pour les articles homonymes, voir Menzel (homonymie) et Hayet.
Menzel Hayet (arabe : منزل الحياة), anciennement appelée Bougabrine (بوقبرين) est une ville du Sahel tunisien située à 35 kilomètres au sud-ouest de Monastir.
Rattachée au gouvernorat de Monastir, elle constitue une municipalité de 12 927 habitants en 2014.
L'activité économique de la ville est dominée par l'industrie de transformation des matériaux de construction : brique, céramique et verre. Les unités de production sont implantées le long de la RN1 en direction de Sfax.